# Geheimcode B/13
Geheimcode B/13 ist ein vierteiliger Kriminal-Fernsehfilm des Deutschen Fernsehfunks (DFF) von Gerhard Respondek aus dem Jahr 1967. Der Spionage-Vierteiler entstand nach Motiven aus dem Roman Die goldene Vier des tschechischen Schriftstellers, Übersetzers und Szenaristen Eduard Fiker. Nach dieser literarischen Vorlage schrieben die Autoren Armin Müller und Walter Baumert das deutschsprachige Drehbuch. Die Premiere und deutschsprachige Erstausstrahlung erfolgte am 8. September 1967 im Programm des Deutschen Fernsehfunks (DFF).

## Handlung
Die Mitarbeiter der tschechoslowakischen Abwehrorgane, Oberst Maratka und Major Kalasz, stehen vor einer schwierigen Aufgabe. Sie müssen einen für die Sicherheit ihres Landes wichtigen Auftrag lösen. Denn die Prager Zentrale der Staatssicherheit hatte zuvor aus der DDR den Hinweis bekommen, dass es der westdeutschen Militärspionage offenbar gelungen ist, den Geheimcode B 13 aus dem Bereich der Raketenbewaffnung zu dechiffrieren. Für Oberst Maratka und Major Kalasz ist nun dringend Eile geboten. Denn es ist jetzt unbedingt erforderlich herauszufinden, wer diesen Anschlag verübte und auf welche Weise der Code in die Hände des Gegners gelangte.
Etwa zum selben Zeitpunkt wird in der Nähe der Staatsgrenze der ČSSR eine weibliche Leiche entdeckt. Im Verlauf der Ermittlungen stellt sich heraus, dass die Frau ermordet und etwa zeitgleich in der Nähe dieses Tatorts ein Raubüberfall auf ein Postauto verübt wurde.
Alle Ermittlungsergebnisse der Staatssicherheit lassen damit nur den einen Schluss zu. Die Abwehrorgane haben es hier mit einem weit verzweigten Spionagenetz zu tun, das offenbar von dem seit 1945 verschollenen Nazikollaborateur Ludwig Lebrun aufgebaut und in die Wege geleitet worden war.

## Die Hauptdarsteller

### Jürgen Frohriep
Jürgen Frohriep war nicht nur ein gefragter Film- und Fernsehschauspieler. Auch als Synchronsprecher lieh er seine Stimme unter anderem Raimund Harmstorf in der DEFA-Synchronisation von Der Seewolf. Seit 1972 ermittelte er bis 1991 64 mal als Polizei-Oberleutnant Hübner in der Krimireihe Polizeiruf 110.

### Peter Borgelt
Peter Borgelt war seit 1967 Ensemblemitglied am Deutschen Theater Berlin. In der DDR-Musiksendung Klock 8, achtern Strom trat er zum ersten Mal im DFF auf. Dort fungierte er einige Jahre als Gastgeber und verkörperte nebenbei den Matrosen Kuddeldaddelich. In der Rolle des Oberleutnants Fuchs, ab Ende 1978 Hauptmann Fuchs, löste er in der DDR-Krimi-Reihe Polizeiruf 110, von 1971 bis 1991 84 Fälle.

## Hintergrund
Lange bevor sie ab dem Jahr 1971 in der Krimireihe Polizeiruf 110 als TV-Ermittler DDR-Fernsehgeschichte schreiben sollten, standen die beiden Hauptdarsteller Peter Borgelt und Jürgen Frohriep hier erstmals gemeinsam, für eine Fernsehproduktion des DFF, vor der Kamera.

## DVD-Veröffentlichung
Im Jahr 2013 wurde diese DFF-Produktion von Studio Hamburg Enterprises, vollständig und ungekürzt, sowie digital restauriert, im Rahmen der DVD-Edition DDR TV-Archiv veröffentlicht.

## Episodenliste
| Nr. (ges.) | Nr. (St.) | Originaltitel | Erstausstrahlung DDR    | Regie             |
| --- | --------- | ------------- | ----------------------- | ----------------- |
| 1 | 1         | Erster Teil   | 8. September 1967, DFF  | Gerhard Respondek |
| In der Prager Zentrale der ČSSR-Abwehrorgane trifft ein Hinweis aus der DDR ein. Der westdeutschen Militärspionage sei es gelungen, den Code der ČSSR-Raketenwaffen zu dechiffrieren. Am selben Tag wird die Leiche einer ermordeten Frau an der Staatsgrenze gefunden. Major Kalasz und seine Mitarbeiter stoßen auf die verzweigte Organisation des seit Kriegsende spurlos verschwundenen Nazikollaborateurs Ludwig Lebrun. Laufzeit: 73:18 |           |               |                         |                   |
| 2 | 2         | Zweiter Teil  | 9. September 1967, DFF  | Gerhard Respondek |
| Der von den ČSSR-Sicherheitsorganen gesuchte Agent arbeitet unter der Tarnbezeichnung 311. Doch seine Identität ist noch völlig unklar. Ist es Dr. Vacek Nebresky, Spezialist im Verteidigungsministerium der ČSSR? Ihn belastet die Tatsache, dass seine Verlobte Marta Valterowa im Grenzwald neben einem toten Briefkasten erschossen aufgefunden wurde. Laufzeit: 57:27 |           |               |                         |                   |
| 3 | 3         | Dritter Teil  | 10. September 1967, DFF | Gerhard Respondek |
| Die Gäste des Prager-Altstadt Restaurants „Zum Frosch“ ahnen nicht, dass von hier geheime Nachrichten an den westdeutschen Spionagedienst weitergegeben werden. Auch Dr. Vacek Nebreskys Verlobte Marta Valterowa verkehrte hier. Major Kalasz ermittelt, dass Marta Valterowa die Tochter des gesuchten Geheimagenten und Nazikollaborateurs Ludwig Lebrun war. Laufzeit: 58:02 |           |               |                         |                   |
| 4 | 4         | Vierter Teil  | 12. September 1967, DFF | Gerhard Respondek |
| Major Kalasz glaubt kaum noch, das der schwere Verdacht, der auf Dr. Vacek Nebresky lastet, durch die Ermittlungen entkräftet werden kann. Warum schweigt Nebresky so beharrlich? Erst als seine Tochter von Agent 311 entführt wird, entschließt er sich, auszusagen. Er selbst war es, der Marta erschoss, als er erfuhr, dass sie an der subversiven Arbeit ihres Vaters beteiligt war. Für Major Kalasz bleibt jetzt nur noch die Aufgabe, Nebreskys Tochter aus den Händen ihres Entführers zu befreien, sowie die Frage zu beantworten: Wer ist Agent 311? Laufzeit: 54:50 |           |               |                         |                   |